# Аккум (Казыгуртский район)
Аккум (каз. Аққұм) — село в Казыгуртском районе Туркестанской области Казахстана. Входит в состав Алтынтобинского сельского округа. Код КАТО — 514033200.

## Население
В 1999 году население села составляло 300 человек (154 мужчины и 146 женщин). По данным переписи 2009 года, в селе проживало 365 человек (190 мужчин и 175 женщин).